# Inés Silva
Inés Silva, né le 12 janvier 1970 à Caracas (Venezuela), est une artiste vénézuélienne qui travaille à partir de la géométrie abstraite.
Silva a étudié l'architecture à l'Université centrale du Venezuela et a obtenu son diplôme en 1992.
En 2002, elle a reçu le prix de la critique au premier salon de la sculpture de la faculté d'architecture et d'urbanisme de l'université. L'année suivante, elle a participé au Salon Pirelli pour jeunes artistes au Musée d'Art contemporain de Caracas. En 2010, elle a présenté son travail au Japon, à la Triennale internationale d'art de Tome.
Depuis décembre 2015, elle est représentée en France par la galerie Denise René.
Ses œuvres ont été exposées dans des foires d'art, notamment : Art Miami, Pinta Miami, Arts Karlsruhe, Art Lima, « ArtBo » à Bogotá et la foire d'art ibéro-américaine « FIA » à Caracas.
Depuis 2010, elle vit et travaille à Miami (États-Unis).